# Frank Macfarlane Burnet
Sir Frank Macfarlane Burnet (3. září 1899 Traralgon, Victoria – 31. srpna 1985 Melbourne) byl australský imunolog a virolog, spolu s Peterem Medawarem nositel Nobelovy ceny za fyziologii a lékařství za rok 1960. Cenu obdržel za vypracování takzvané klonálně-selekční teorie tvorby protilátek.
Burnet studoval v Melbourne a Londýně. Jako badatel působil ve výzkumném ústavu Walter and Eliza Hall Institute of Medical Research v Melbourne, jehož ředitelem byl v letech 1944 až 1965. Od roku 1965 až do odchodu na odpočinek v roce 1978 pak působil na Univerzitě Melbourne. Byl zakladatelem a předsedou Australské akademie věd.